# Duda Sampaio
Maria Eduarda "Duda" Ferreira Sampaio, född den 18 maj 2001 i Rio Casca, är en brasiliansk fotbollsspelare.

## Karriär
Duda Sampaio inledde sin seniorkarriär i América Mineiro år 2017. 2019 värvades hon av Cruzeiro EC innan hon 2022 kontrakterades av SC Internacional. 2023 värvades hon av Corinthians Paulista. Hon debuterade i Brasiliens damlandslag år 2022, och ingick i det lag som vid olympiska sommarspelen 2024 i Paris tog silver efter att ha förlorat finalen mot USA.